# سراوة (منفلوط)
قرية سراوة هي إحدى القرى التابعة لمركز منفلوط في محافظة أسيوط في جمهورية مصر العربية. حسب إحصاءات سنة 2006، بلغ إجمالي السكان في سراوة 4041 نسمة، منهم 2079 رجل و1962 امرأة.